# Мария Александровна
Мария Александровна е хесенска принцеса и руска императрица, съпруга на император Александър II.

## Принцеса на Хесен-Дармщат
Мария Александровна е родена на 8 август 1824 г. в Дармщат, столицата на Велико херцогство Хесен, като принцеса Максимилиана Вилхелмина Августа София Мария фон Хесен-Дармщат. Тя е дъщеря на великия херцог на Хесен-Дармщат, Лудвиг II, и принцеса Вилхелмина от Баден, която е сестра на императрица Елизавета Алексеевна.
Дълго се носила мълвата, че баща на Мария и брат ѝ, Александър, не е великият херцог на Хесен, а барон Август де Сенаркленс, с когото Вилхелмина дълго живеела разделена от съпруга си в Хайлигенберг. Великият херцог Лудвиг II бил принуден да признае бащинството си над Александър и Мария под натиска на брата на Вилхелмина, великия херцог на Баден, за да се потуши скандалът, който щял да срине авторитета на аристократичните домове на Хесен и Баден пред европейските аристократични фамилии. Въпреки това Мария и Александър живеели отделно в Хайлигенберг, докато баща им живеел постоянно в Дармщат.

## Велика руска княгиня
През 1838 г. великият княз Александър Николаевич е на обиколка из Европа, за да си търси подходяща съпруга, когато се влюбва в 14-годишната принцеса Мария. Въпреки слуховете за скандалното потекло на принцесата и първоначалното неодобрение на майката на Александър, императрица Александра Фьодоровна, двамата сключват брак на 16 април 1841 г. Принцесата приема православието и променя името си на Мария Александровна. След като се омъжва за великия княз, Мария Александрова получава и титлата велика княгиня на Русия.
Въпреки че Мария е доста свенлива, тя е известна като хладна, неприветлива, без вкус към облеклото, неразговорлива и неочарователна. Студеният климат на Санкт Петебург се оказва неподходящ за крехкото здраве на княгинята, което е наследила от майка си. Въпреки това тя ражда на Александър осем деца. Крехкото здраве и бременностите държат Мария Александровна далеч от дворцовите тържества, които съблазняват съпруга ѝ.

## Императрица на Русия
През 1855 г. Александър се възкачва на руския престол като Александър II, а Мария Александрова е коронована за императрица на цяла Русия. Като императрица Мария е ангажирана с много официални задължения независимо от крехкото ѝ здраве.
Въпреки че Александър се отнася добре с нея, Мария знае, че той ѝ изневерява често. Александър има три извънбрачни деца от своята дългогодишна любовница, Катерина Долгорука, която дори настанява да живее в двореца. (Двамата сключват морганатичен брак по-малко от месец след смъртта на Мария Александровна.) Постоянното отчуждение на Александър и смъртта на най-големия им син, Николай през 1865 г. нанасят сериозен удар върху здравето на императрицата.
По нейна инициатива в Русия отварят врати много всесъсловни женски гимназии, епархийски училища и учреждения на Червения кръст.
Въпреки постоянните си ангажименти като императрица, Мария често посещава брат си Александър в Хайлигенберг. Там тя се запознава с принцеса Алис, която е съпруга на племенника ѝ Лудвиг IV и дъщеря на кралица Виктория. Царицата моли принцеса Алис за съдействие, за да се уреди планирания брак между дъщеря ѝ, Мария Александровна, и брата на Алис, принц Алфред. Усилията на императрицата накрая се увенчават с успех. След смъртта на принцеса Алис, Мария Александровна често кани децата ѝ да ѝ гостуват, когато е в Хайлигенберг. По време на едно такова събиране синът на императрицата, великият княз Сергей, се запознава с бъдещата си съпруга Елизабет, дъщеря на принцеса Алис, а Мария Александровна се среща за първи път с Александра – бъдещата съпруга на внука ѝ Николай II.
Императрица Мария Александровна умира на 3 юни 1880 г. и е погребана в Петропавловския събор в Санкт Петербург.

## Памет
На нейното име е кръстен финландският град Мариехамн, както и Мариинския театър в Санкт Петербург.

## Наследници
Мария Александровна и Александър II имат осем деца:
- Велика княгиня Александра Александровна (1842 – 1849)
- Царевич Николай Александрович (1843 – 1865)
- Велик княз Александър Александрович (1845 – 1894) – бъдещият император Александър III
- Велик княз Владимир Александрович (1847 – 1909)
- Велик княз Алексей Александрович (1850 – 1908)
- Велика княгиня Мария Александровна (1853 – 1920)
- Велик княз Сергей Александрович (1857 – 1905)
- Велик княз Павел Александрович (1860 – 1919)